# Variable Number of Tandem Repeat

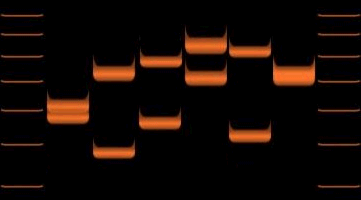
grafico illustrazione 6 individui

In biologia molecolare, la sigla VNTR (dall'inglese Variable Number of Tandem Repeats, numero variabile di ripetizioni in tandem) viene utilizzata per indicare polimorfismi del DNA in cui la differenza tra le diverse varianti non è data da un cambio nucleotidico (come è invece per i SNP - polimorfismi a singolo nucleotide - o gli RFLP) ma dalla ripetizione in tandem di specifiche sequenze nucleotidiche. Le sequenze ripetute del nostro genoma sono diverse e di diversa origine e rappresentano circa il 44% del nostro DNA, quelle ripetute in tandem sono caratterizzate dal fatto che le unità di ripetizione si trovano adiacenti l'una all'altra mentre quelle che si definiscono intersperse possono anche trovarsi in punti distanti tra loro (ad esempio i retrotrasposoni).

## Classificazione
In genere le VNTR vengono ulteriormente suddivise in due classi in base alla lunghezza dell'unità di ripetizione:
- I minisatelliti hanno un'unità di ripetizione che varia tra 20 e 100 bp. Quindi la dimensione dell'allele, data dalla somma delle ripetizioni testa-coda, va dalle poche centinaia fino alle Kb di lunghezza. I minisatelliti si trovano prevalentemente a livello sub-telomerico. Essi rappresentano circa il 4% del DNA ripetuto in tandem.
- I microsatelliti, chiamati anche STR, o STRP (Short Tandem Repeat Polymorphism), sono delle ripetizioni in tandem più piccole. L'unità di ripetizione più comune è tra 2 e i 4 nucleotidi. La dimensione degli alleli è minore rispetto ai minisatelliti e varia dalle 70 alle 400 paia di basi. Caratteristica dei microsatelliti è quella di essere ben distribuiti lungo il genoma. I microsatelliti che vengono utilizzati maggiormente nelle reazioni di multiplexing sono quelli che presentano un’unità di ripetizione a tre o quattro nucleotidi.

## Tecniche di analisi
L'analisi delle VNTR viene solitamente eseguita tramite l'utilizzo di endonucleasi di restrizione che riconoscano siti di restrizione a monte e a valle della regione ripetuta. Sottoponendo i campioni di DNA contenenti le ripetizioni all'azione degli enzimi di restrizione si otterranno quindi delle sequenze dalla lunghezza e quindi dal peso molecolare diverso a causa del diverso numero di ripetizioni, queste sono poi sottoposte ad una corsa elettroforetica che permette di separarle. Se vengono utilizzati marcatori che legano per esempio  una regione a monte della ripetizione ogni individuo analizzato mostrerà due bande corrispondenti al diverso numero di ripetizioni sui due alleli considerati. Nel caso si utilizzino invece dei marcatori che riconoscono sequenze interne alla ripetizione, l'immagine della corsa elettroforetica risulterà più complessa dal momento che si sovrapporranno immagini di diversi microsatelliti da diverse parti del genoma; questa immagine complessa costituisce il cosiddetto DNA fingerprinting, una sorta di identificativo univoco dell'individuo utilizzato spesso per esempio nelle analisi forensi.